# ابودا (بازیکن فوتبال، زاده ۱۹۸۹)
ابودا (انگلیسی: Abuda؛ زادهٔ ۲۲ ژانویهٔ ۱۹۸۹) بازیکن فوتبال اهل برزیل است.
از باشگاه‌هایی که در آن بازی کرده‌است می‌توان به باشگاه فوتبال غازی عینتاب‌اسپور، باشگاه ورزشی واسکو دوگاما، و باشگاه فوتبال شاپه‌کوئنزه اشاره کرد.